# 114
114 — невисокосний рік, що почався в понеділок за григоріанським календарем.
Римська імперія •  Парфянське царство •  Кушанське царство •  Східна Хань •  Сармати

## Геополітична ситуація
Римську імперію очолює імператор Траян (до 117). Імперія займає Апеннінський, Піренейський та Балканський півострови, Галлію, частину Британії, Близький Схід, Північну Африку включно з Єгиптом. Римляни ведуть війну з Парфією.
Наймогутніша держава центральної Азії — Парфянське царство. Наймогутніша держава Індостану — Кушанське царство. Династія Хань править у Китаї. Корейський півострів ділять між собою Три корейські держави.
Триває докласичний період цивілізації мая.
На території майбутньої України, в степах Причорномор'я, мешкають сармати, північніше — племена Черняхівської культури.

## Події
- Консулами Римської імперії були Квінт Нінній Гаста та Публій Манілій Вопіск Віцинілліан.
- Почалася Римо-парфянська війна — римські війська увірвалися в Парфію і здобули значні перемоги.
- Вірменія підкорена та перетворена на римську провінцію.
- Осроена стала васалом Римської імперії.
- Діоген змінив Седекіона на посаді візантійського єпископа.

## Народились
Дивись також Категорія:Народились 114

## Померли
Дивись також Категорія:Померли 114
- Партамасир — цар великої Вірменії.
- Седекіон — візантійський єпископ